# Serie A 1952-1953 (pallacanestro maschile)
La Serie A 1952-1953 è stata la trentunesima edizione del massimo campionato italiano di pallacanestro.
Le squadre di Serie A rimangono 12 e si incontrano in un girone all'italiana con partite d'andata e ritorno. Le ultime due retrocedono, la prima in classifica vince lo scudetto. La Borletti Milano vince il quarto scudetto consecutivo, eguagliando la precedente striscia di quattro primi posti negli anni trenta. Al secondo e al terzo posto si classificano le due bolognesi, la Virtus e la Gira.

## Classifica
|  |     | Classifica finale 1952-1953 | Pt | G  | V  | N | P  | PtF  | PtS  |
|  | --- | --------------------------- | -- | -- | -- | - | -- | ---- | ---- |
|  | 1.  | Borletti Olimpia Milano     | 39 | 22 | 19 | 1 | 2  | 1282 | 929  |
|  | 2.  | Virtus Bologna              | 30 | 22 | 15 | 0 | 7  | 1164 | 1042 |
|  | 3.  | Gira Bologna                | 29 | 22 | 14 | 1 | 7  | 1179 | 1078 |
|  | 4.  | Itala Gradisca              | 25 | 22 | 12 | 1 | 9  | 1014 | 997  |
|  | 5.  | Reyer Venezia               | 24 | 22 | 12 | 0 | 10 | 1047 | 1068 |
|  | 6.  | Pallacanestro Varese        | 23 | 22 | 11 | 1 | 10 | 1142 | 1056 |
|  | 7.  | Ginnastica Roma             | 21 | 22 | 10 | 1 | 11 | 1101 | 1016 |
|  | 8.  | Benelli Pesaro              | 20 | 22 | 9  | 2 | 11 | 982  | 1053 |
|  | 9.  | Ginnastica Goriziana        | 17 | 22 | 8  | 1 | 13 | 911  | 1028 |
|  | 10. | Ginnastica Triestina        | 15 | 22 | 6  | 3 | 13 | 1048 | 1128 |
|  | 11. | Pallacanestro Napoli        | 12 | 22 | 6  | 0 | 16 | 1121 | 1276 |
|  | 12. | Pallacanestro Gallaratese   | 9  | 22 | 4  | 1 | 17 | 761  | 1075 |

## Risultati
| Risultati                 | BP    | BM    | PG    | GR    | GT    | GB    | PG    | IG    | PN    | PV    | RV    | VB    |
| ------------------------- | ----- | ----- | ----- | ----- | ----- | ----- | ----- | ----- | ----- | ----- | ----- | ----- |
| Benelli Pesaro            |       | 34-49 | 50-33 | 46-43 | 42-40 | 54-54 | 26-28 | 35-48 | 64-40 | 62-53 | 32-37 | 44-42 |
| Borletti Milano           | 67-39 |       | 78-39 | 51-43 | 70-32 | 74-56 | 63-40 | 41-30 | 83-56 | 61-53 | 66-56 | 57-31 |
| Pallacanestro Gallaratese | 43-43 | 36-62 |       | 2-0   | 42-37 | 31-52 | 40-47 | 42-61 | 47-34 | 35-49 | 34-46 | 50-64 |
| Ginnastica Roma           | 73-24 | 51-58 | 64-34 |       | 74-64 | 49-47 | 65-46 | 72-50 | 65-50 | 43-48 | 48-56 | 59-76 |
| Ginnastica Triestina      | 45-46 | 52-52 | 2-0   | 50-50 |       | 41-59 | 60-30 | 57-49 | 68-46 | 57-59 | 48-49 | 63-78 |
| Gira Bologna              | 60-54 | 43-61 | 59-43 | 51-42 | 63-61 |       | 56-47 | 54-48 | 70-44 | 43-51 | 59-40 | 40-43 |
| Pallacanestro Goriziana   | 51-59 | 40-56 | 30-35 | 39-34 | 44-44 | 33-41 |       | 42-36 | 58-57 | 41-38 | 35-36 | 38-34 |
| Itala Gradisca            | 49-48 | 2-0   | 29-18 | 37-33 | 59-46 | 57-49 | 47-45 |       | 40-46 | 48-46 | 62-40 | 61-51 |
| Pallacanestro Napoli      | 48-50 | 55-58 | 85-51 | 61-52 | 46-61 | 54-74 | 40-54 | 71-59 |       | 56-54 | 58-48 | 47-60 |
| Pallacanestro Varese      | 49-45 | 53-58 | 69-43 | 39-45 | 62-30 | 76-53 | 47-37 | 49-49 | 40-36 |       | 82-44 | 44-47 |
| Reyer Venezia             | 42-41 | 36-61 | 53-37 | 41-44 | 62-42 | 33-38 | 69-58 | 73-59 | 44-31 | 63-31 |       | 43-46 |
| Virtus Bologna            | 59-46 | 59-56 | 59-26 | 44-50 | 46-48 | 45-58 | 47-32 | 39-34 | 76-60 | 58-50 | 56-36 |       |

## Verdetti
- Campione d'Italia:  Olimpia Borletti Milano

Formazione: Sandro Gamba, Giovanni Miliani, Renato Padovan, Enrico Pagani, Reina, Romeo Romanutti, Cesare Rubini, Giuseppe Sforza, Sergio Stefanini, Valsecchi. Allenatore: Cesare Rubini.
- Retrocessioni in Serie B: Pallacanestro Napoli e Pallacanestro Gallaratese.